# Rubije
Rubije este o localitate din comuna Komen, Slovenia, cu o populație de 40 de locuitori.